# 向陽瀑布
向陽瀑布位於台東縣海端鄉， 台20線南橫公路雲海橋靠山側的崖壁上，瀑水源於「向陽名樹」西側向陽大崩壁的溪澗，瀑布標高約2760公尺至2700公尺，總落差約160公尺，為台灣高海拔的瀑布之一。瀑布主要有四段落差，最大一階落差約為50公尺，由於瀑布接近源頭，瀑布具有時雨瀑性質，旱季時只能看見光禿禿的岩壁。

## 解
1. ↑  根據《臺灣通用電子地圖【NLSC】》、《臺灣通用正射影像【NLSC】》對照。